# Cunco, Chile
Cunco este un oraș și comună din provincia Cautín, regiunea La Araucanía, Chile, cu o populație de 15.628 locuitori (2012) și o suprafață de 1906,5 km2.